# Lasiocampa quercus
Il bombice della quercia (Lasiocampa quercus (Linnaeus, 1758)) è un lepidottero appartenente alla famiglia Lasiocampidae, diffuso in Eurasia. Si nutre di una varietà di specie vegetali, tra cui il mirtillo e può svilupparsi nell'arco di due anni a latitudini elevate. Il suo nome Quercus si riferisce al fatto che il suo bozzolo assomiglia a una ghianda, non che la sua fonte di cibo primaria è la quercia.
È molto caratteristico il fatto che il maschio sia diurno mentre la femmina strettamente notturna.

## Biologia

### Adulti
L'apertura alare della falena è di 45 mm nel maschio e di 75 mm nella femmina, quest'ultima è più grande e pallida del maschio. A seconda delle latitudini, rimane nel bozzolo tra maggio e settembre. Nelle latitudini più settentrionali, lo sviluppo può arrivare a due anni, con le larve che svernano il primo e le pupe il secondo. Si presume che sia una sottospecie Lasiocampa quercus callunae, ma L. quercus è quella più grande. Ci sono differenze morfologiche e diverse preferenze alimentari. I maschi tendono ad essere volatori diurni, le femmine tendono a volare dal crepuscolo.
Le femmine spaiate possono attirare un gran numero di maschi e le uova vengono deposte nel sottobosco.

### Larva
Le larve si nutrono di un'ampia varietà di specie vegetali, tra cui prugnolo, biancospino, viburno, corniolo, edera e molva, mirtillo, ginestra, larice, betulla, salice, nocciolo, olivello spinoso e Rubus, comprese le specie di rovi. Non è noto nutrirsi di quercia; tuttavia, l'entomologo Brues è citato per aver dichiarato che:

Il bruco di Aquila (Lasiocampa quercus), un parassita particolarmente delle foreste di querce, è noto per essere in grado di adattarsi a una varietà di alberi in difetto di quercia.
Le larve possono essere infettate da un baculovirus, un virus che cambia il loro comportamento, facendole uscire dalla protezione della macchia bassa e lasciarle aperte alla predazione, facilitando la diffusione dell'infezione.
I peli di bruco di alcune falene, come la processionaria della quercia(Thaumetopoea processionea), possono causare irritazione della pelle, ma non ci sono prove che L. quercus sia uno di questi, nonostante il nome simile.

### Pupa
Il bruco si impupa sul terreno all'interno di un bozzolo di seta, il cui esterno è duro e giallastro, e assomiglia a una ghianda, da cui il nome della falena.

## Distribuzione e habitat
È diffusa in tutta Europa e in Asia minore. In Italia manca solo in Sardegna.
La colorazione della femmina appare più tenue rispetto a quella del maschio.

## Galleria d'immagini

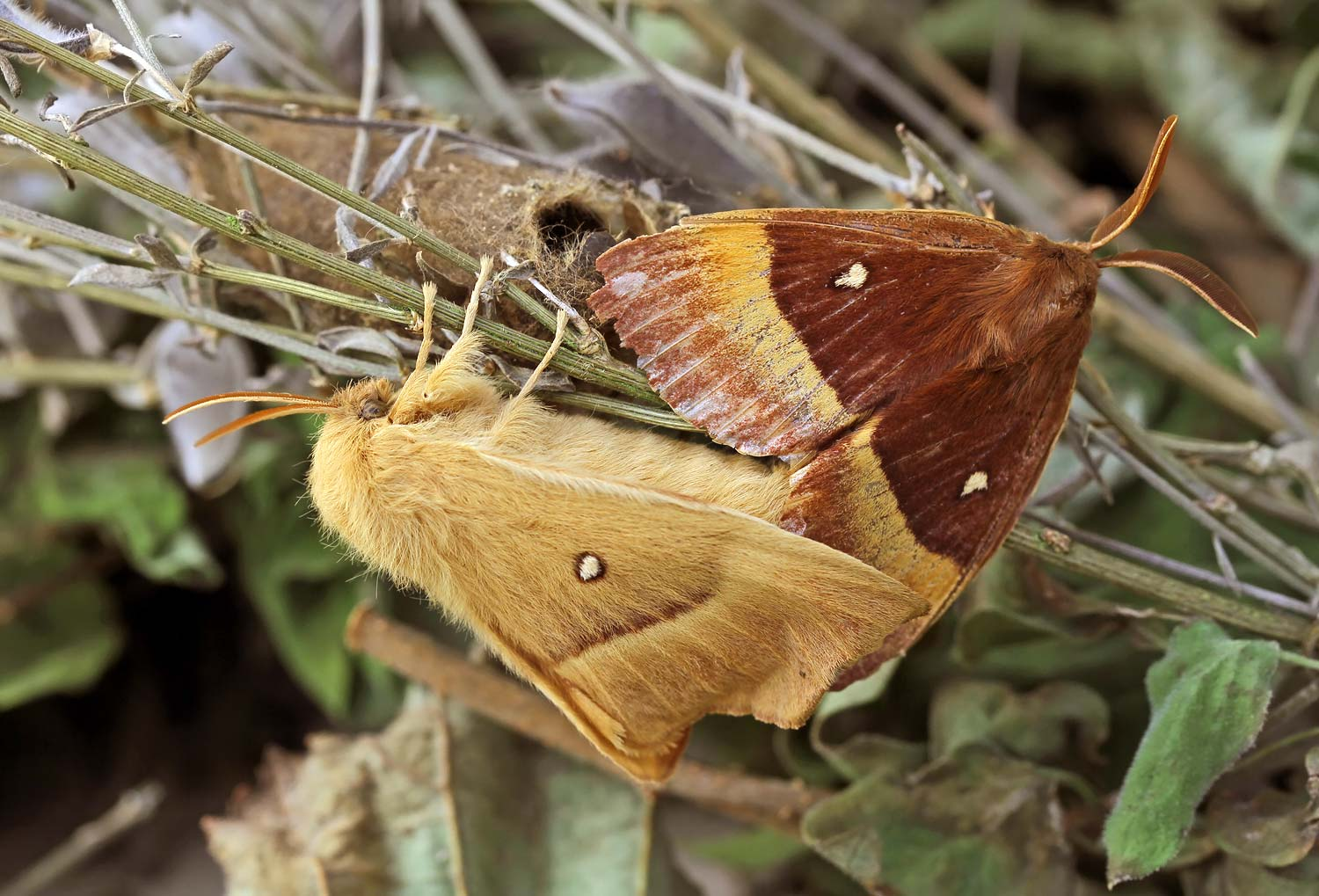
accoppiamento
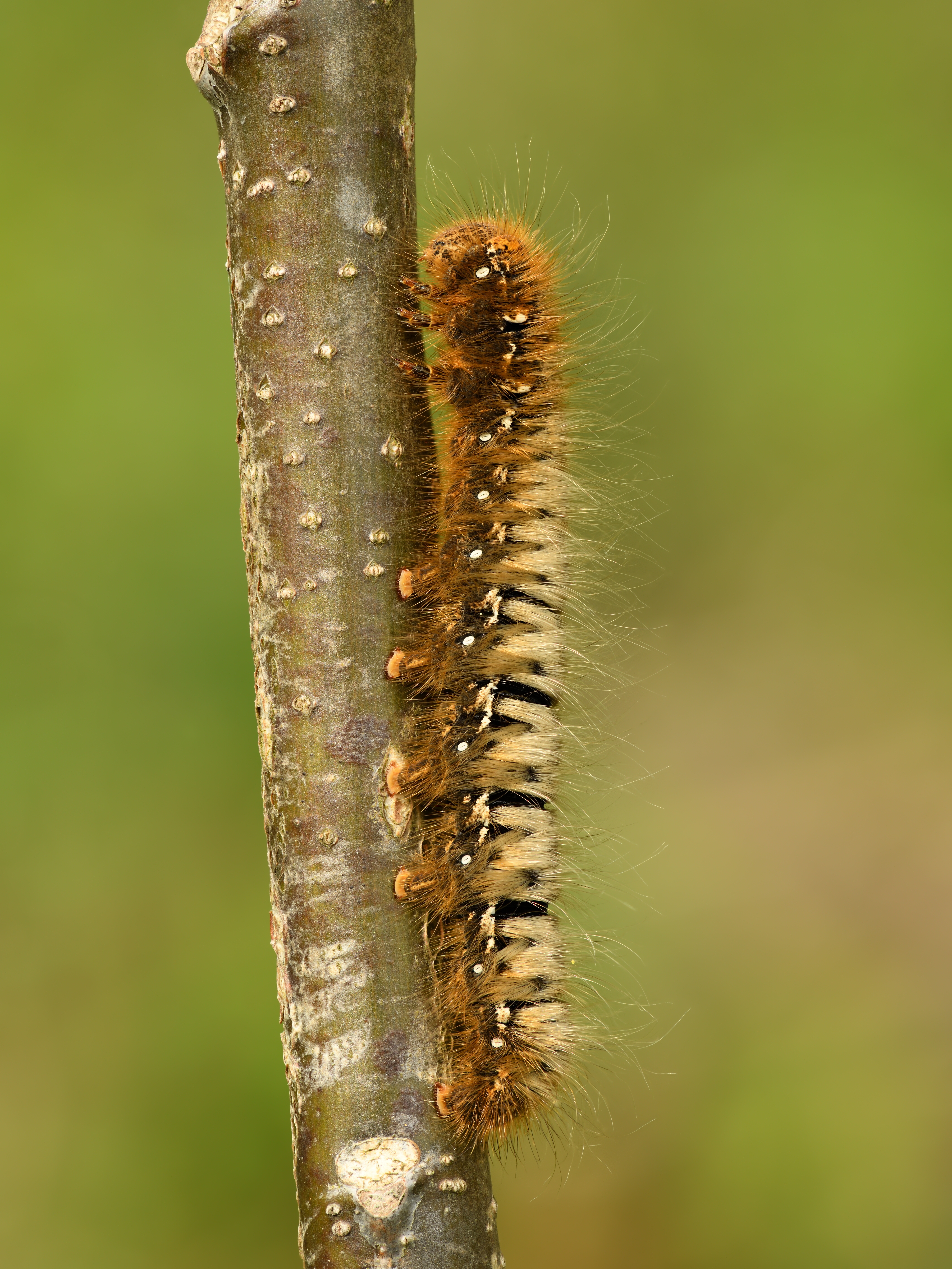
Bruco
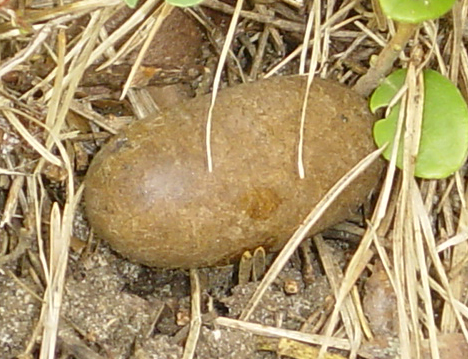
Crisalide
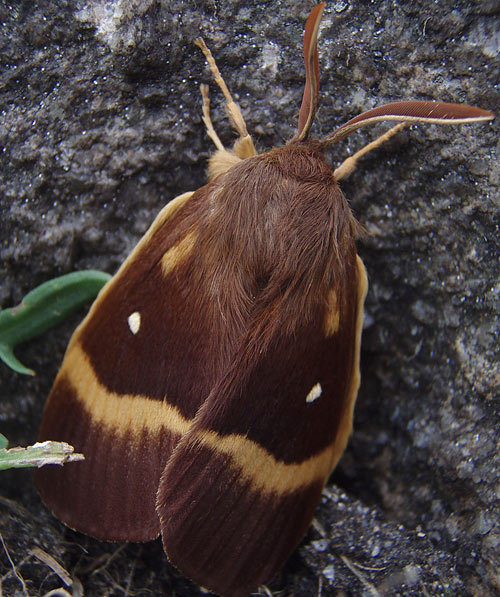
Maschio

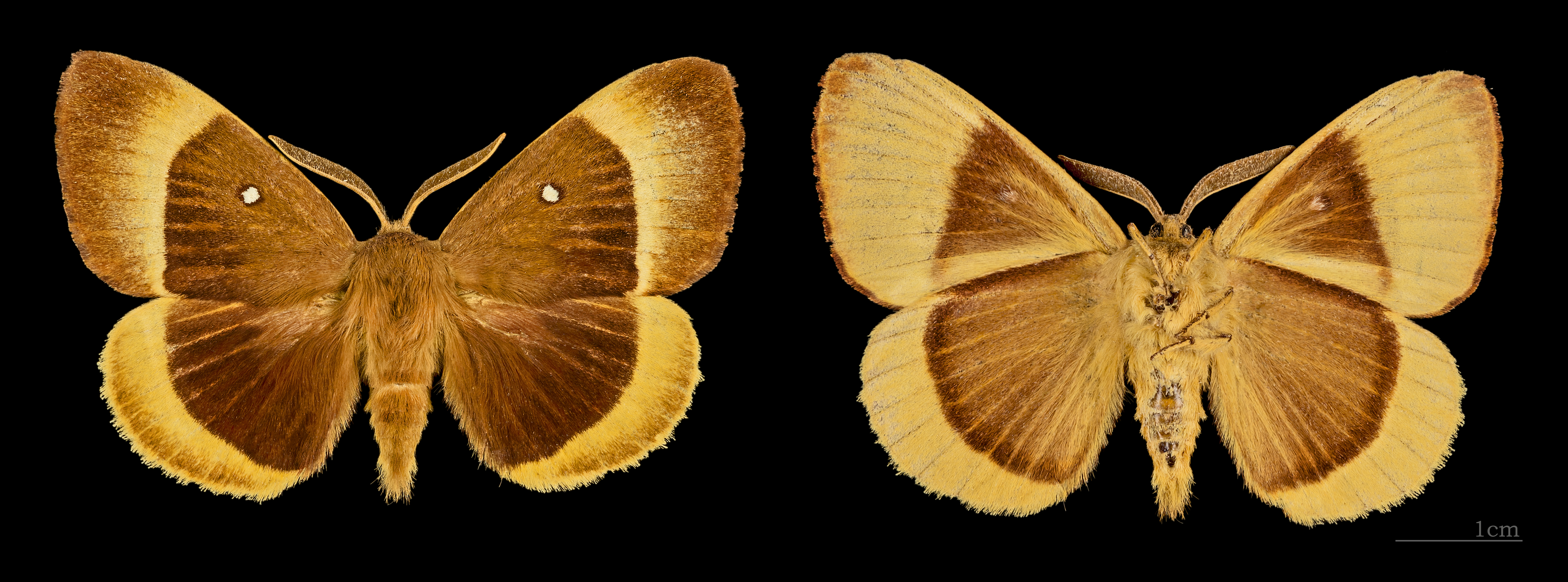
Maschio, entrambi i lati.
Femmina, entrambi i lati.